# Franziska Albl
Franziska Albl (* 29. April 1995 in Füssen) ist eine deutsche Eishockeytorhüterin, die seit 2022 bei den Wanderers Germering in der Eishockey-Landesliga Bayern (Männer) unter Vertrag steht. Parallel spielte sie zwischen 2008 und 2023 für den ECDC Memmingen und ESC Planegg in der Fraueneishockey-Bundesliga und wurde dabei zweimal deutsche Meisterin.

## Karriere
Franziska Albl begann ihre Karriere im Nachwuchsbereich des EV Füssen, für dessen männliche Nachwuchsteams sie bis 2011 aktiv war, zuletzt in der Schüler-Bundesliga. Ab 2008 kam sie zu vereinzelten Einsätzen beim ECDC Memmingen in der Fraueneishockey-Bundesliga. In der Saison 2011/12 war sie Stammtorhüterin beim ECDC und erreichte mit diesem die Vizemeisterschaft. In der folgenden Spielzeit gewann sie mit ihrem Klub den DEB-Pokal, zudem kam sie in der männlichen U18-Mannschaft des Klubs in der U18-Bayernliga zum Einsatz.
Seit 2014 spielt Albl parallel zum Fraueneishockey im Männerbereich, vor allem in der Eishockey-Bayernliga und -Landesliga, für Clubs wie den EC Pfaffenhofen, TSV Erding, TEV Miesbach, EV Pfronten und ESV Burgau.
In der Saison 2015/2016 gewann sie mit Memmingen ihre erste deutsche Meisterschaft und gewann erneut den DEB-Pokal. 2017 gewann sie den EWHL Super Cup mit Memmingen, ehe sie sich zur Saison 2017/18 entschloss, zum ESC Planegg zu wechseln. Mit diesem gewann sie 2021 ihren zweiten Meistertitel. Seit 2023 spielt Albl ausschließlich im Männerbereich für die Wanderers Germering.
Franziska Albl gehörte ab 2014 der Sportfördergruppe der Bundeswehr an.

### International
Franziska Albl nahm im Juniorenbereich an den U18-Weltmeisterschaften 2011 (Platz 6), 2012 (Platz 4) und 2013 (Platz 8) teil. Beim Turnier 2012 wurde sie ob der gezeigten Leistungen als beste Torhüterin ausgezeichnet.
Bei der Frauen-Weltmeisterschaft 2017 debütierte sie für das Frauen-Nationalteam bei einer Weltmeisterschaft, nachdem sie ab 2013 zum erweiterten Kader des Nationalteams gehört hatte und bei der Weltmeisterschaft 2015 nominiert wurde, aber ohne Einsatz geblieben war. 2017 belegte sie mit dem Nationalteam den vierten Platz. In den folgenden drei Jahren gehörte sie weiter zum Nationalkader, blieb aber ohne Einsätze bei Weltmeisterschaften. Erst 2021 erhielt sie die Nominierung für die Welttitelkämpfe und kam zu drei Einsätzen im Turnierverlauf. Im November 2021 bestritt sie mit dem Nationalteam zudem die Olympiaqualifikation, wobei sie in zwei der drei Turnierspiele zum Einsatz kam.

## Erfolge und Auszeichnungen
- 2012 Beste Torhüterin der U18-Weltmeisterschaft
- 2013 Gewinn des DEB-Pokals mit dem ECDC Memmingen
- 2016 Deutscher Meister mit dem ECDC Memmingen
- 2016 Gewinn des DEB-Pokals mit dem ECDC Memmingen
- 2017 Gewinn des DEB-Pokals mit dem ECDC Memmingen
- 2017 Gewinn des EWHL Super Cups mit dem ECDC Memmingen
- 2021 Deutscher Meister mit dem ESC Planegg

## Statistik International
(Legende zur Torhüterstatistik: GP oder Sp = Spiele insgesamt; W oder S = Siege; L oder N = Niederlagen; T oder U oder OT = Unentschieden oder Overtime- bzw. Shootout-Niederlage; Min. = Minuten; SOG oder SaT = Schüsse aufs Tor; GA oder GT = Gegentore; SO = Shutouts; GAA oder GTS = Gegentorschnitt; Sv% oder SVS% = Fangquote; EN = Empty Net Goal; 1 Play-downs/Relegation; Kursiv: Statistik nicht vollständig)